# Colonard-Corubert
Colonard-Corubert ist eine Commune déléguée in der französischen Gemeinde Perche en Nocé mit 234 Einwohnern (Stand: 1. Januar 2022) im Département Orne. Die Einwohner werden Colonardais genannt.
Die Gemeinde Colonard-Corubert wurde am 1. Januar 2016 mit Saint-Aubin-des-Grois, Saint-Jean-de-la-Forêt, Dancé, Préaux-du-Perche, Nocé, Colonard-Corubert zur Commune nouvelle Perche en Nocé zusammengeschlossen. Sie hat seither den Status einer Commune déléguée.

## Geographie
Colonard-Corubert liegt etwa 42 Kilometer östlich von Alençon und etwa 14 Kilometer südsüdöstlich von Mortagne-au-Perche.

## Bevölkerungsentwicklung
| Jahr                      | 1962 | 1968 | 1975 | 1982 | 1990 | 1999 | 2006 | 2013 |
| Einwohner                 | 324  | 344  | 296  | 284  | 245  | 246  | 249  | 265  |
| Quelle: Cassini und INSEE |      |      |      |      |      |      |      |      |

## Sehenswürdigkeiten

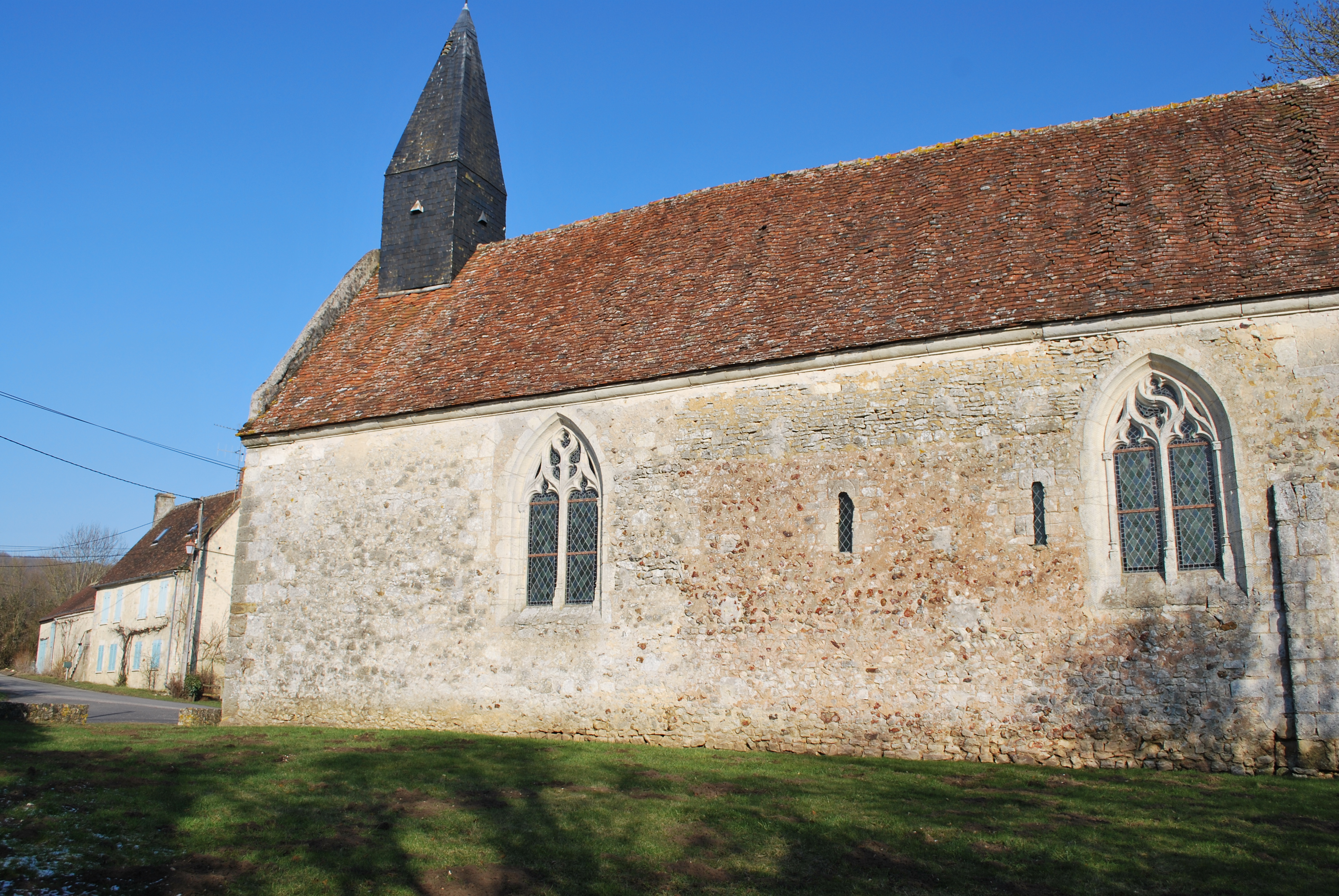
Kirche Notre-Dame

- Kirche Saint-Joseph-et-Saint-Martin in Colonard, erbaut 1856
- Kirche Saint-Pierre-et-Saint-Paul in Corubert aus dem 13./14. Jahrhundert, weitgehend im 16. Jahrhundert umgebaut
- Kirche Notre-Dame in Courthioust aus dem 11. Jahrhundert, im 16. Jahrhundert umgebaut, seit 1983 Monument historique
- Herrenhaus Brainville (auch Grand’Maison genannt) aus dem 16. Jahrhundert
- Herrenhaus Le Perrin
- Schloss Saint-Hilaire-des-Noyers aus dem 15. Jahrhundert